# 漫畫派對 (遊戲)
《漫畫派對》（こみっくパーティー）是由Leaf製作發售的戀愛冒險及戀愛模擬類型成人遊戲，後來移植到Dreamcast和PlayStation Portable發售。另外遊戲也改編成電視動畫、OVA、漫畫發售。遊戲參考真實的Comic Market情境，並加入不同於以往作品的養成元素製作的。

## 内容介绍
千堂和树（男主人公）即使被高濑瑞希（一号女主角，和树的邻居兼同学）反對，最後還是被九品佛大志（主角的朋友）半强制的拉进一个动漫同人会（comic party）的会场。
和树在会场看到了许多动漫同人的作品，也认识了猪名川由宇（关西地区出名的同人作家，后与和树成为好友）、大庭詠美（由宇的死对头，同人志超人气作家）、长谷部彩（同人画家，非常欣赏和树的才能）、牧村南（动漫同人会的工作人员之一）还有塚本千纱（印刷厂的小当家，非常景仰和树）。在大志的「阴谋」下，和树下定决心要成为一位动漫同人作家并参加动漫同人会。但是從来都没接触過漫画的和树在其成长道路上受到了一个接着一个的挫折，但在众多朋友的帮助下，和树又一次拿起了画笔，为了成为未来的专业漫画家而奋斗到底！

## 游戏内容
作为一款SLG+AVG游戏，该游戏的画面，人物设计由两位大师级的人物、甘露树动笔。在游戏中，玩家的主要任务是出品自己的同人志，并在同人会上扬名立万。同时作为恋爱游戏，玩家在游戏中可以追求的女生有九位。

## 人物介紹
千堂和樹（聲：菊池正美（日本）；符爽（台灣）；梁偉德（香港））
本作的男主角。因考不上第一志願的美術大學而迷網的時候，被總角之交的大志半強逼下拉進同人界。但是因他的畫畫天份好，立刻就在同人界中嶄露頭角。雖然創作意慾是常人的一倍但是生活上卻很怕麻煩，得到瑞希的提點和關照才能維持日常生活。漫畫結局與瑞希交往。
預設的筆名是千堂和樹，社團名稱「兄弟倆」(ブラザー2)是由甘露樹後來的社團名稱「Blazer-One」改變而成。另外本名、筆名、社團名稱都可以自行更改。
高瀨瑞希（聲：茶山莉子、佐久間紅美（日本）；丘梅君（台灣）；鄭麗麗（香港））
生日：5月12日，血型：A，身高：160cm，三圍：B91/W60/H88
本作的女主角。跟和樹與大志就讀同一所大學的18歲大學生。紅髮，髮型是綁著向右的馬尾。從高中起就跟和樹脫不了關係，做著所有的家務和各樣的麻煩事情。受同是孽緣的大志影響而總是討厭御宅這種次文化，強烈反對和樹向同人漫畫方面發展。有對事敏感的性格。擅長各種運動，特別是網球。對有關紅茶的事物特別執著。左撇子，漫畫結局與和樹交往。
牧村南（聲：山田美穗（日本）；詹雅菁（台灣）；袁淑珍（香港））
生日：5月7日，血型：O，身高：161cm，三圍：B86/W58/H86
漫畫派對準備委員會的23歲工作人員。性格穩重而且是天然呆的眼鏡娘，對於漫畫派對的參加者來說是位受人仰慕的可靠溫柔的大姊姊。但是，亦有對不遵守規則的人嚴正的一面。與澤田真紀子同一所高中出身，是比她小幾年的後輩，亦曾以只有兩人的漫畫同好會做過同人活動。和樹們以「南小姐」作稱呼、由宇則用「牧姑娘」呼稱。
豬名川由宇（聲：茂呂田薰（日本）；謝佼娟（台灣）；劉惠雲（香港））
生日：12月7日，血液型：B，身高：155cm，三圍：B79/W55/H80
身在神戶的19歲中堅同人作家。遠在有馬溫泉的老店，作為「豬之坊旅館」的溫泉旅館繼承人，仍積極地遠征漫畫派對的眼鏡娘。對同人活動非常熱心，雖然有不理會打擾到周圍的人而經常做出越軌行為，但常作為大姊頭的她也有照顧新人的一面，亦經常為和樹提出各種各樣的建議。過去跟大庭詠美曾是好友，但現在兩人因觀念落差而水火不容，每次見面都會吵架，被詠美叫做「溫泉熊貓」。某竪條紋隊服球隊的球迷。做菜拿手，討厭納豆。
社團名稱「辛味亭」，是由甘露樹的舊社團名「甘味堂」改變而成。
大庭詠美（聲：石川靜（日本）；錢欣郁（台灣）；陳凱婷（香港））
生日：3月20日，血型：B，身高：158cm，三圍：B82/W56/H84
一个认为卖不出的同人志是可悲的，以「销售量」至上的17歲同人作者。以漫畫派對中最高銷售為豪的超人氣高中同人作家。很會掌握流行而又能賣的漫畫類型，並掌握好畫這類漫畫的技術，但對於漫畫之外的事情完全不行，在學校的成績也是最差的。認為「同人誌能賣就是評價好」無容置疑是對的。過去跟豬名川由宇曾是好友，但現在兩人因觀念落差而水火不容，每次見面都會吵罵，被由宇叫做「大笨蛋詠美」。口頭禪是，自稱「詠美大人」。喜歡觀賞水生動物。
社團名稱「CAT OR FISH!?」，是由みつみ美里的社團「CUT A DASH!!」改變而成。
長谷部彩（聲：園崎未惠（日本）；董錦萍（台灣））
生日：6月12日，血型：AB，身高：162cm，三圍：B88/W58/H87
畫創作系漫畫的17歲高中同人作家。雖然是很有天賦，但因為非常寡言、沉靜且不起眼的態度為作風，同人誌完全賣不出去。經常會以如扯扯衣邊，或者微微點頭等的小動作來代替說話。平時都在商店街的某間畫具店裡打工，只有在對畫具進行說明時說話才會奇怪地變得流利。喜歡的食物是海蘊。
社團名稱「Jamming Book Store」，是由CHARM(鷲見努)的社團名稱「Charming Software」改變而成。
塚本千紗（聲：馬場澄江（日本）；林美秀（台灣））
生日：2月22日，血型：A，身高：152cm，三圍：B76/W54/H78
在區內某有名的學校上學的16歲高中生。併命地幫忙經營困難的家業「塚本印刷」印刷廠。經常推著過重的手推車亂跑猛撞周圍的人或東西，又讓印刷機故障等的性格特點跟『青春萬歲』中的婉慈並列，Leaf具象徵性的冒失角色，而且也是蘿莉角色。另外，外貌和說話都好像小孩一樣，也會被誤認為是小學生或初中生。口頭禪是。喜歡的食物是燒飯糰。
芳賀玲子（聲：むたあきこ（日本））
生日：10月31日，血型：A，身高：165cm，三圍：B82/W58/H82
18歲短期大學的學生。Cosplay的爱好者。
與三位同好組成的社團「Team一喝(チーム一喝)」，是由きむらやりょう的社團名稱「Team十勝」改變而成。
櫻井 旭（聲：興梠里美（日本））
生日：6月19日，血型：A，身高：158cm，三圍：B81/W57/H83
雖然表面上是即賣會常客，但實際上是受到大志極高評價的走紅偶像聲優，人氣動畫『Card Master Peach』（仿『Card Captor 櫻』）的女主角「桃」的配音。隱瞞身份去買和樹的同人誌。雖然演技非常好，但因有極度的社交恐懼而不擅即興演出，沒有劇本的話就無法流利應答，就明星來說可是一大缺點。
立川郁美（聲：古山貴實子（日本）；丘梅君（台灣））
生日：7月23日，血型：O，身高：146cm，三圍：B72/W54/H76
身体虚弱的14歲中學生，和树的忠实擁躉。從高中時代起就是和樹的愛好者兼支持者。在遊戲最初開始的時候，除了一個以立川為名字的電子郵件地址之外就甚麼都不知道的謎一般的人物。每個月都會以郵件來傳達關於同人誌的感想之外，還會隨機地送上道具。由於心臟病而不斷進出醫院，透過哥哥雄藏或運輸店鈴香來買和樹的同人誌。
御影 昴流（聲：倉田雅世（日本））
生日：11月11日，血型：O，身高：154cm，三圍：B80/W56/H80
DC版新增角色，跟和樹同一時間進入同人界，新進高中生作家。對於漫畫的熱情比別人多一倍。英雄事物的愛好者，主要是畫特攝系列的同人誌。也是「大影流合氣術」的使用者，擁有把卡車扔飛出去的能力。口頭禪是「～ですのー」「ぱぎゅー」。平常是左撇子，寫東西的時候是用右手。
社團名稱「新住所確定」，是由なかむらたけし的社團名稱「偽住所不定」改變而成。
九品佛 大志（聲：遠近孝一（日本）；于正昌（台灣）；郭志權（香港））
跟和樹就讀同所大學的大學生，從幼稚園起就一直跟和樹在一起的朋友。擁有以漫畫的力量來征服世界這種荒唐無稽的野心，看出和樹的漫畫才能而把他牽進同人界的究極御宅。另一方面，為了兼顧興趣和實利而努力地在動畫店當兼職店員。櫻井的超級愛好者，歌迷會第一號會員。
第一身人稱是「吾（吾輩）」，稱呼瑞希時用「My Sister」、南用「牧村女士」的獨特叫法。和樹則以「My brother」、「同志和樹」等，因應時候而有所不同。

## 漫畫
漫畫《COMIC PARTY漫畫派對》是由MediaWorks出版，作畫是犬威赤彥，單行本5冊。
| 卷數 | 角川書店       | 角川書店           | 台灣角川   | 台灣角川           |
| 卷數 | 發售日         | ISBN               | 發售日     | ISBN               |
| ---- | -------------- | ------------------ | ---------- | ------------------ |
| 1    | 2001年10月27日 | ISBN 4-8402-1985-0 | 2003年6月  | ISBN 986-7993-97-7 |
| 2    | 2002年10月26日 | ISBN 4-8402-2224-X | 2003年8月  | ISBN 986-7664-13-2 |
| 3    | 2003年5月27日  | ISBN 4-8402-2398-X | 2004年1月  | ISBN 986-7664-54-X |
| 4    | 2004年2月27日  | ISBN 4-8402-2594-X | 2004年10月 | ISBN 986-7427-26-2 |
| 5    | 2005年3月26日  | ISBN 4-8402-3013-7 | 2005年8月  | ISBN 986-7189-22-1 |

## 電視動畫

### 漫畫派對
於2001年4月1日至6月24日期間播放，DVD第4巻到第7巻個別收錄番外篇。
與原作遊戲相比，動畫將主要角色全員的年齡略為下調，變成了以高中生為主體的故事。
主題曲
- 片頭曲「君のままで」

作詞：須谷尚子，作曲：中上和英 / 編曲：豆田将，歌：元田恵美
- 片尾曲「形のない街を目指して」

作詞、作曲：小山裕，編曲：豆田将，歌：Kaya
集數列表
| 話數   | 標題                                       | 劇本       | 分鏡             | 演出             | 作畫監督 |
| ------ | ------------------------------------------ | ---------- | ---------------- | ---------------- | -------- |
| 1      | 運命の初体験!?                             | 山口宏     | 須藤典彦         | くりもとひろゆき | 中田雅夫 |
| 2      | 想いをこめて                               | 山口宏     | 井硲清高         | 井硲清高         | 中田正彦 |
| 3      | 売る人買う人即売会                         | 横手美智子 | 佐藤雄三         | 郷敏治           | 倉嶋丈康 |
| 4      | お金がすごく無い!                          | 山口宏     | 井硲清高         | 渡邊正彦         | 吉川美貴 |
| 5      | それが問題だ                               | 横手美智子 | くりもとひろゆき | くりもとひろゆき | 中田雅夫 |
| 6      | 目指せ、こみっくパーティー!                | 藤田伸三   | 井硲清高         | 井硲清高         | 中田正彦 |
| 7      | 希望の祭典!                                | 山口宏     | 佐藤雄三         | 青山正宣         | 青山正宣 |
| 8      | 渚にて…                                    | 山口宏     | 井硲清高         | 渡辺正彦         | 吉川美貴 |
| 9      | すてきれない夢                             | 藤田伸三   | くりもとひろゆき | くりもとひろゆき | 中田雅夫 |
| 10     | 二人の距離                                 | 横手美智子 | 須藤典彦         | 高瀬節夫         | 松岡秀明 |
| 11     | 見えない明日                               | 藤田伸三   | 井硲清高         | 井硲清高         | 中田正彦 |
| 12     | ブラザー2、再び                            | 山口宏     | 佐藤雄三         | 木宮茂           | 青山正宣 |
| 13     | ぼくたちのパーティー!                      | 山口宏     | 須藤典彦         | 須藤典彦         | 服部憲知 |
| 番外篇 | 湯けむり情緒、同人誌御一行様、行方不明事件 | 山口宏     | 井硲清高         | 井硲清高         | 中田正彦 |
| 番外篇 | 脅威!地底世界でドゥビドゥバー!             | 山口宏     | 井硲清高         | 井硲清高         | 服部憲知 |
| 番外篇 | 驚愕と真実と! 人類進化の謎を追いまくれ!    | 山口宏     | 井硲清高         | 井硲清高         | 服部憲知 |
| 番外篇 | 星を受け継ぐ者よ! 真実は、君と共にあり!    | 山口宏     | 井硲清高         | 井硲清高         | 服部憲知 |

### 漫畫派對Revolution
最初是由AQUAPLUS在2003年到2004年間發售OVA共4集，後來加上RADIX製作的8集合成電視動畫並在2005年4月4日到6月27日期間播放。
主題曲
- 片頭曲「Fly」

作詞：須谷尚子，作曲：松岡純也，編曲：松岡純也、衣笠純也，歌：中山愛梨沙
- 片尾曲「一緒に暮らそう」

作詞、作曲、編曲：豆田将，歌：元田恵美
集數列表
| 話數 | 標題                               | 劇本       | 分鏡                    | 演出              | 作畫監督              |
| ---- | ---------------------------------- | ---------- | ----------------------- | ----------------- | --------------------- |
| 1    | この本、売れてほしいですの!        | 月永ヒデヲ | 坂田純一                | 坂田純一          | 桂憲一郎              |
| 2    | ふみゅ〜ん、私を海に連れてって!    | 月永ヒデヲ | 林宏樹                  | 林宏樹            | 加藤やすひさ          |
| 3    | うちらが目指すんは――超人野球や!    | 月永ヒデヲ | 坂田純一                | 坂田純一          | 加藤やすひさ 桂憲一郎 |
| 4    | 私の想い……きいてください!          | 月永ヒデヲ | 林宏樹                  | 林宏樹            | 加藤やすひさ 桂憲一郎 |
| 5    | 熱闘! コスプレファイト             | 鴻野貴光   | 四谷光宏 いまざきいつき | いまざきいつき    | 山下敏成              |
| 6    | 塚本印刷を救え! ですの             | 山田靖智   | 後藤象一郎              | 所俊克            | 宮前真一              |
| 7    | 猪ノ坊でブラボー!                  | 山田靖智   | 四谷光宏 長村伸治       | 松本マサユキ      | 馬場竜一              |
| 8    | テニスのお姫様（プリンセス）（仮） | 鴻野貴光   | いまざきいつき          | 岡嶋国敏          | こびらはじめ          |
| 9    | 史上最大の血戦                     | 野崎透     | 陣野翔成                | 長村伸治 四谷光宏 | 高田晃                |
| 10   | オトモダチからはじめましょ         | 山田靖智   | 後藤象一郎              | いとがしんたろー  | 土屋圭                |
| 11   | 恐怖の毒同人                       | 野崎透     | 高田淳                  | 神崎ユウジ        | 中原竜太              |
| 12   | 立て和樹、世界征服だ               | 野崎透     | 福多潤                  | 高田淳            | 宮前真一              |
| 13   | As time goes by                    | 鴻野貴光   | 小坂春女                | 四谷光宏 長村伸治 | 渡邊由香里            |

## 外部連結
- 遊戲官方網站 （页面存档备份，存于）Leaf（日語）
- 官方網站 （页面存档备份，存于）AQUAPLUS（日語）